# Prix Johann-Heinrich-Voß pour la traduction
Le prix Johann-Heinrich-Voß pour la traduction (Johann-Heinrich-Voß-Preis für Übersetzung) est un prix littéraire décerné chaque année lors de la réunion de printemps par l'Académie allemande pour la langue et la littérature (Deutsche Akademie für Sprache und Dichtung en allemand). Ce prix décerné pour la première fois en 1958 « veut distinguer une œuvre de traduction ainsi que des prestations seules de poésie, de théâtre, d'essais ou des techniques de linguistique. » En 1977, le nom du prix est élargi pour plus de clarté.
Le prix porte le nom du poète et philologue Johann Heinrich Voß, qui a traduit pour la première fois du grec ancien en allemand l'Iliade et l'Odyssée d'Homère. Sa dotation est de 15 000 euros. Le jury est renouvelé tous les trois ans.

## Récipiendaires
Source :  Page officielle de l'Académie allemande pour la langue et la littérature
- 1958 : Edwin Muir et Willa Muir
- 1959 : Benno Geiger
- 1960 : E. K. Rahsin (Elisabeth "Less" Kaerrick)
- 1961 : Jakob Hegner
- 1962 : Rudolf Alexander Schröder
- 1963 : Friedhelm Kemp
- 1964 : Michael Hamburger
- 1965 : Wolfgang Schadewaldt
- 1966 : Eva Rechel-Mertens, Philippe Jaccottet
- 1967 : Witold Wirpsza, Karl Dedecius
- 1968 : Eva Hesse
- 1969 : Hans Hennecke
- 1970 : Janheinz Jahn
- 1971 : Karl August Horst
- 1972 : Elmar Tophoven
- 1973 : Peter Gan (Richard Moering)
- 1974 : Peter Urban
- 1975 : Curt Meyer-Clason
- 1976 : Hanns Grössel
- 1977 : Edwin Maria Landau
- 1978 : Übersetzerkollegium der Deutschen Thomas von Aquin-Ausgabe
- 1979 : Gerda Scheffel et Helmut Scheffel
- 1980 : Annemarie Schimmel
- 1981 : Wolfgang Kasack
- 1982 : Heinz von Sauter
- 1983 : Rolf-Dietrich Keil
- 1984 : Anneliese Botond
- 1985 : Elisabeth Schnack
- 1986 : Hanno Helbling
- 1987 : Rudolf Wittkopf
- 1988 : Traugott König
- 1989 : Michael Walter
- 1990 : Manfred Fuhrmann
- 1991 : Fritz Vogelgsang
- 1992 : Simon Werle
- 1993 : Roswitha Matwin-Buschmann
- 1994 : Werner von Koppenfels
- 1995 : Rosemarie Tietze
- 1996 : Joachim Kalka
- 1997 : Hans-Horst Henschen
- 1998 : Gustav Just
- 1999 : Harry Rowohlt
- 2000 : Armin Eidherr
- 2001 : Burkhart Kroeber
- 2002 : Gisela Perlet
- 2003 : Hans Wolf
- 2004 : Michael von Albrecht
- 2005 : Elisabeth Edl
- 2006 : Ralph Dutli
- 2007 : Stefan Weidner
- 2008 : Verena Reichel
- 2009 : Susanne Lange
- 2010 : Zsuzsanna Gahse
- 2011 : Frank Günther
- 2012 : Gabriele Leupold (de)
- 2013 : Wolfgang Kubin
- 2014 : Sabine Stöhr (de)
- 2015 : Anne Birkenhauer (de)
- 2016 : Anne Weber
- 2017 : Renate Schmidgall (de)
- 2018 : Wolfgang Schlüter (de)
- 2019 : Kurt Steinmann (de)
- 2020 : Ernest Wichner (de)
- 2021 : Barbara Kleiner
- 2022 : Rainer G. Schmidt (de)
- 2023 : Andreas Tretner (de)

## Source, notes et références
- (de) Cet article est partiellement ou en totalité issu de l’article de Wikipédia en allemand intitulé « Johann-Heinrich-Voß-Preis für Übersetzung » (voir la liste des auteurs).

1. ↑   Page officielle